# Sullivan Ridge
Sullivan Ridge ist ein wuchtiger und 24 km langer Bergrücken in der antarktischen Ross Dependency. Mit einer steilen, unregelmäßig geformten Ostflanke überragt er den Ramsey-Gletscher und mit seinem mäßig ansteigenden, vereisten Westhang den Muck-Gletscher. Er erstreckt sich von den Husky Heights in hauptsächlich nördlicher Ausrichtung bis zum Zusammenfluss von Muck- und Ramsey-Gletscher.
Entdeckt und fotografiert wurde die Formation bei der US-amerikanischen Operation Highjump (1946–1947). Das Advisory Committee on Antarctic Names benannte sie 1962 nach Walter Seager Sullivan Jr. (1918–1996), Journalist der New York Times, der umfassend über die Entdeckung und Erforschung der Antarktis berichtete.